# Робер, Ален

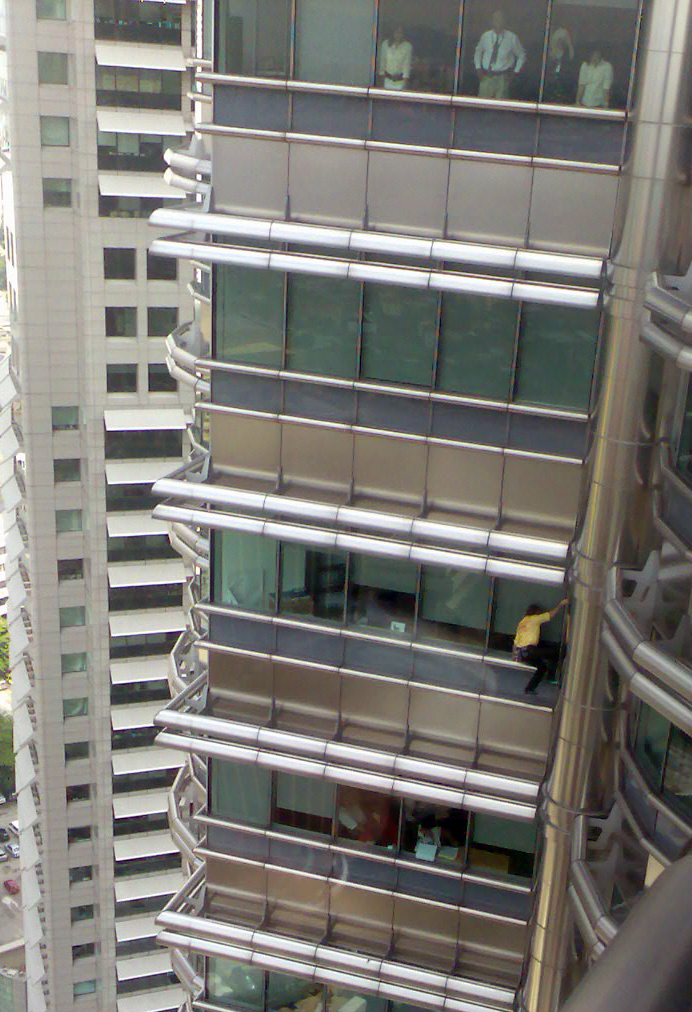
Ален Робер во время восхождения на Башню Петронас

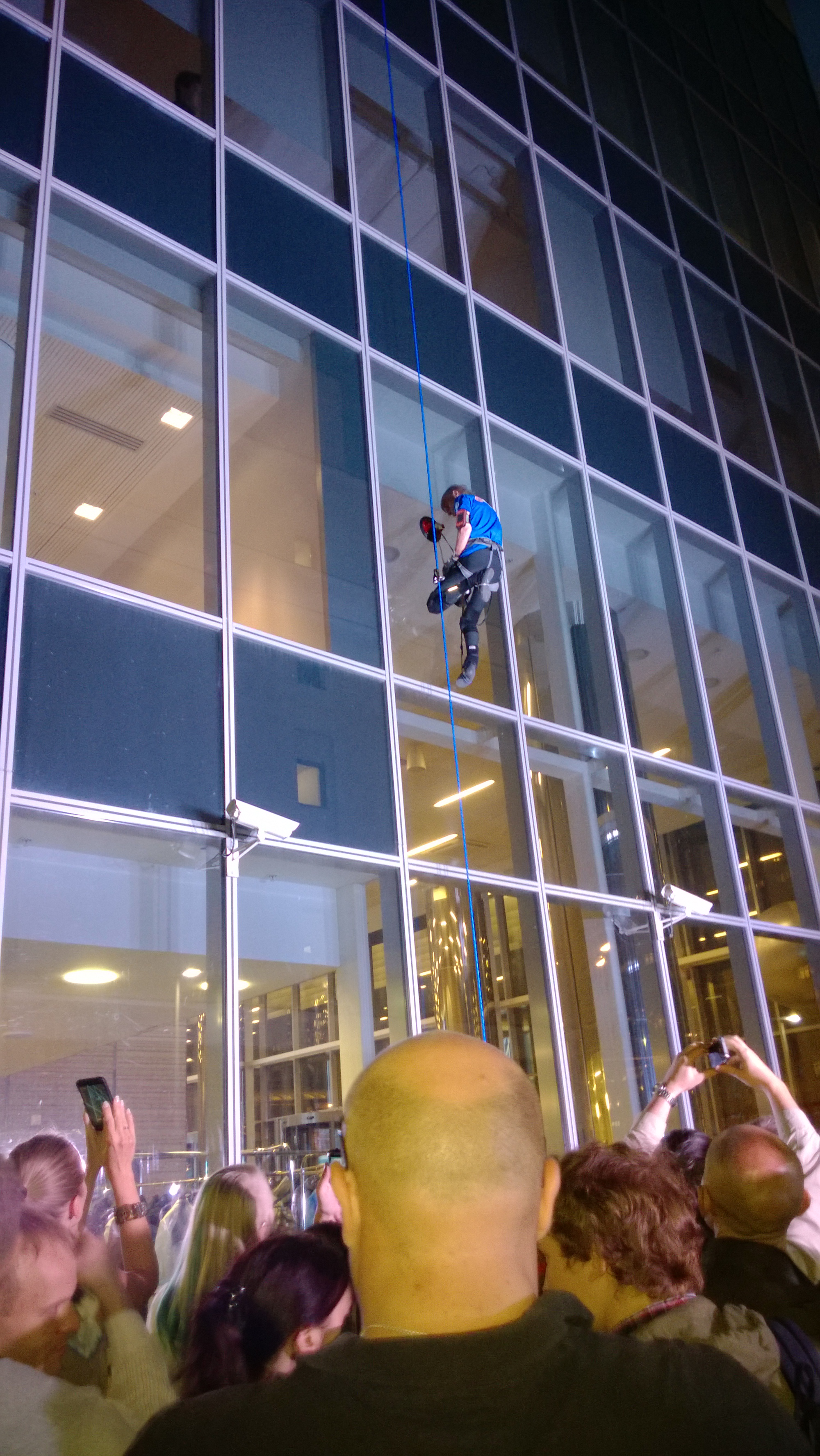
Ален Робер во время восхождения на небоскрёб SkyLight (офис Mail.Ru Group в Москве)

Але́н Робе́р по прозвищу «Человек-паук» (фр. Alain Robert; род. 7 августа 1962 года, Дигуэн, Франция) — французский скалолаз и покоритель небоскрёбов (билдеринг — экстремальное увлечение, связанное исключительно с восхождением по стенам зданий).
На счету Человека-паука более 90 восхождений на высотные строения по всему миру, за что он был внесён в Книгу рекордов Гиннесса. Поскольку обычно он совершает свои восхождения без разрешения властей и владельцев зданий, его арестовывали несколько десятков раз в разных странах мира.
Восхождения Алена Робера во всём мире привлекают внимание СМИ. Среди объектов, которые он покорил, значатся: Эмпайр-стейт-билдинг, Эйфелева башня, главный офис IBM, отели Hilton, Башня Areva (штаб-квартира энергетического гиганта Франции Areva NP), Башни Петронас в Куала-Лумпуре, Агбар в Барселоне, башня компании Total в Париже, офисы банков различных столиц мира, Главное здание МГУ в Москве. Мнение общественности по поводу «таланта» Робера резко разделилось: от восхищения его храбростью до осуждения бессмысленности подобных восхождений.

## Биография
Робер Ален Филипп (фр. Philippe Robert Allen) родился 7 августа 1962 года в Дигуэне, провинция Бургундия, Франция. Провёл своё детство в Валансе, Дром. Будучи ещё ребёнком, Робер начал лазать по скалам, которые находились в окрестностях его дома. Но серьёзно Ален увлёкся билдерингом после случая, когда в 12 лет он забыл ключи от дома в квартире на 8-м этаже. Вместо того, чтобы ждать, когда родители вернутся домой, он просто вскарабкался к себе домой по внешней стене.
В подростковом возрасте Ален восхищался подвигами великих современных альпинистов (Бонатти, Месснер) и практиковал свои начинания в альпинизме на скалах Веркор и Ардеш. С того времени он и начал самостоятельно восходить, параллельно искать занятия, идентичные альпинизму.
На протяжении многих лет он занимался спортивным скалолазанием и в свободном восхождении достиг 8-го уровня (1990-1992 год). Его покорения произвели широкую огласку и восхищение в мире альпинизма; Ален создал много записей о трудностях восхождения полностью одному.
В 2005 году в одном из интервью Ален признался, что за свою жизнь он падал 7 раз. Самым жутким было падение в сентябре 1982 года. Он спускался по верёвке и ненадёжно закреплённое снаряжение подвело. Ален сорвался и упал с большой высоты. После падения он был в коме на протяжении шести дней и сломал обе ключицы, локти, таз и нос. После падения Робер был частично парализованным и перенёс шесть операций на руках.
Уже через год Робер взобрался на очередное здание. Тем не менее падения не прошли бесследно: у Алена периодические судороги, головокружения из-за проблем с внутренним ухом, эпилепсия и дисфункция суставов в локте и запястье.

## Список покорённых зданий
| год  | здание                           | место                                | высота |
| ---- | -------------------------------- | ------------------------------------ | ------ |
| 1994 | Tour Elf-Aquitaine               | Париж (Дефанс), Франция              | 187 м  |
| 1994 | Tour Franklin                    | Париж (Дефанс), Франция              | 120 м  |
| 1994 | City Bank/Corp Building          | Чикаго, США                          | 180 м  |
| 1994 | Calico Building                  | Нью-Йорк, США                        | 192 м  |
| 1994 | Бруклинский мост                 | Нью-Йорк, США                        | 90 м   |
| 1994 | Эмпайр Стейт Билдинг             | Нью-Йорк, США                        | 381 м  |
| 1995 | Tours Mercuriales                | Баньоле, Франция                     | 122 м  |
| 1995 | Башня Монпарнас                  | Париж, Франция                       | 209 м  |
| 1995 | Tour Gan                         | Париж, Франция                       | 179 м  |
| 1995 | Национальная библиотека Франции  | Париж (Дефанс), Франция              | 100 м  |
| 1995 | Башня TF1                        | Париж                                | 59 м   |
| 1995 | One Canada Square                | Лондон, Великобритания               | 237 м  |
| 1995 | Silberturm                       | Франкфурт, Германия                  | 135 м  |
| 1995 | Banca di Milano                  | Милан, Италия                        | 112 м  |
| 1995 | Hotel Arts                       | Барселона, Испания                   | 155 м  |
| 1996 | Tour de l’Europe                 | Валанс, Франция                      | 99 м   |
| 1996 | Tour Cristal                     | Париж, Франция                       | 100 м  |
| 1996 | Эйфелева башня                   | Париж, Франция                       | 300 м  |
| 1996 | Луксор Лас-Вегас                 | Лас-Вегас, США                       | 106 м  |
| 1996 | Золотые Ворота                   | Сан-Франциско, США                   | 227 м  |
| 1996 | Two International Finance Centre | Гонконг, Китай                       | 415 м  |
| 1996 | Nec Building                     | Гонконг, Китай                       | 200 м  |
| 1996 | ATV Asia                         | Гонконг, Китай                       | 30 м   |
| 1997 | Tour de Crest                    | Кре, Франция                         | 52 м   |
| 1997 | Hôtel Concorde La Fayette        | Париж, Франция                       | 137 м  |
| 1997 | Blue Cross Blue Shield Tower     | Филадельфия, США                     | 190 м  |
| 1997 | Сиднейский оперный театр         | Сидней, Австралия                    | 67 м   |
| 1997 | Сиднейская телебашня             | Сидней, Австралия                    | 305 м  |
| 1997 | Башни Петронас                   | Куала-Лумпур, Малайзия               | 452 м  |
| 1997 | Tun Mustapha Tower               | Калимантан                           | 122 м  |
| 1997 | Melia Hotel                      | Куала-Лумпур, Малайзия               | 80 м   |
| 1998 | Луксорский обелиск               | Париж, Франция                       | 23 м   |
| 1998 | Базилика Сакре-Кёр               | Париж, Франция                       | 80 м   |
| 1998 | Mairie de Valence                | Валанс, Франция                      | 45 м   |
| 1998 | Tour Areva                       | Париж (Дефанс), Франция              | 180 м  |
| 1998 | Пирамида Лувра                   | Париж, Франция                       | 21 м   |
| 1998 | Башни-близнецы Банка Германии    | Франкфурт, Германия                  | 155 м  |
| 1998 | Marriott Hotel                   | Варшава, Польша                      | 140 м  |
| 1998 | IBM Tower                        | Йоханнесбург, ЮАР                    | 91 м   |
| 1998 | Garden Court uMhlanga            | Йоханнесбург, ЮАР                    | 150 м  |
| 1988 | Shinjuku Park Tower              | Токио, Япония                        | 233 м  |
| 1999 | Большая арка Дефанс              | Париж (Дефанс), Франция              | 110 м  |
| 1999 | Tour Total                       | Париж (Дефанс), Франция              | 187 м  |
| 1999 | Уиллис Тауэр                     | Чикаго, США                          | 443 м  |
| 1999 | Crown Plaza                      | Монреаль, Канада                     | 120 м  |
| 2000 | Maison Consulaire                | Пезенас, Франция                     | 20 м   |
| 2000 | Мэрия Пезенаса                   | Пезенас, Франция                     | 20 м   |
| 2000 | Мэрия По                         | По, Франция                          | 15 м   |
| 2000 | OUB Centre                       | Сингапур                             | 280 м  |
| 2002 | Tour Franklin                    | Париж (Дефанс), Франция              | 120 м  |
| 2003 | Lloyd’s building                 | Лондон, Великобритания               | 95 м   |
| 2003 | National Bank of Abu Dhabi       | Абу-Даби, ОАЭ                        | 175 м  |
| 2004 | Le Saint Georges                 | Тулуза, Франция                      | 25 м   |
| 2004 | Тайбэй 101                       | Тайбэй, Тайвань                      | 508 м  |
| 2006 | Башня Агбар                      | Барселона, Испания                   | 144 м  |
| 2006 | Башня Васко да Гама              | Лиссабон, Португалия                 | 145 м  |
| 2006 | Europa Tower                     | Вильнюс, Литва                       | 149 м  |
| 2007 | Tour Devis                       | Берлин, Германия                     | 106 м  |
| 2007 | Slovenský rozhlas                | Братислава, Словакия                 | 80 м   |
| 2007 | Мост имени 25 апреля             | Лиссабон, Португалия                 | 190 м  |
| 2007 | Башня Федерация                  | Москва, Россия                       | 242 м  |
| 2007 | Башня Цзинь Мао                  | Шанхай, Китай                        | 420 м  |
| 2007 | Portland House                   | Лондон (Вестминстер), Великобритания | 101 м  |
| 2008 | Нью-Йорк Таймс Билдинг           | Нью-Йорк, США                        | 228 м  |
| 2008 | Four Seasons Hotels              | Гонконг, Китай                       | 205 м  |
| 2008 | Phoenicia Hotel Beirut           | Бейрут, Ливан                        | 70 м   |
| 2008 | Tour Ariane                      | Пюто, Франция                        | 152 м  |
| 2009 | Royal Bank of Scotland           | Сидней, Австралия                    | 219 м  |
| 2009 | Abu Dhabi Investment Authority   | Абу-Даби, ОАЭ                        | 185 м  |
| 2010 | Tour T1                          | Париж (Дефанс), Франция              | 185 м  |
| 2010 | Tour Direct 8                    | Пюто, Франция                        | 57 м   |
| 2010 | Lumiere Residences               | Сидней, Австралия                    | 151 м  |
| 2011 | Центр Помпиду                    | Париж, Франция                       | 45 м   |
| 2011 | Istanbul Sapphire                | Стамбул, Турция                      | 261 м  |
| 2011 | Tour Hang Seng                   | Гонконг, Китай                       | 137 м  |
| 2011 | Бурдж-Халифа                     | Дубай, ОАЭ                           | 828 м  |
| 2011 | Главное здание МГУ               | Москва, Россия                       | 183 м  |
| 2012 | Tour First                       | Париж (Дефанс), Франция              | 231 м  |
| 2012 | Аббатство Святого Маврикия       | Сен-Морис, Франция                   | 49 м   |
| 2012 | Mauritius Telecom Tower          | Порт-Луи, Маврикий                   | 110 м  |
| 2012 | Tour Fortaleza                   | Чжэнчжоу, Китай                      | 268 м  |
| 2012 | The Marina Torch                 | Дубай, ОАЭ                           | 300 м  |
| 2013 | Hotel Tryp Habana Libre          | Гавана, Куба                         | 126 м  |
| 2013 | Skylight                         | Москва, Россия                       | 109 м  |
| 2014 | Высоцкий                         | Екатеринбург, Россия                 | 188 м  |
| 2015 | Башня Кайан                      | Дубай, ОАЭ                           | 306 м  |
| 2016 | Esentai Tower                    | Алматы, Казахстан                    | 162 м  |
| 2018 | Heron Tower                      | Лондон, Великобритания               | 230 м  |
| 2019 | Чхёнкхон-сентер                  | Гонконг, Китай                       | 283 м  |
| 2019 | Skyper                           | Франкфурте-на-Майне, Германия        | 154 м  |

Повторные покорения не указаны.

## Москва
4 сентября 2007 года Ален Робер забрался на башню «Федерация» (высота 242 м). Так как фасад «Федерации» абсолютно гладкий, Ален поднимался по специальной дополнительной конструкции. В 19:59 по московскому времени французский скалолаз был доставлен в отделение милиции, а через час — отпущен.
4 сентября 2011 года в рамках «Альфа-Шоу-4D» совершил восхождение на главное здание МГУ на глазах у огромного количества зрителей.
29 августа 2013 года совершил восхождение на башню Skylight (офис компании Mail.Ru Group).

## Екатеринбург

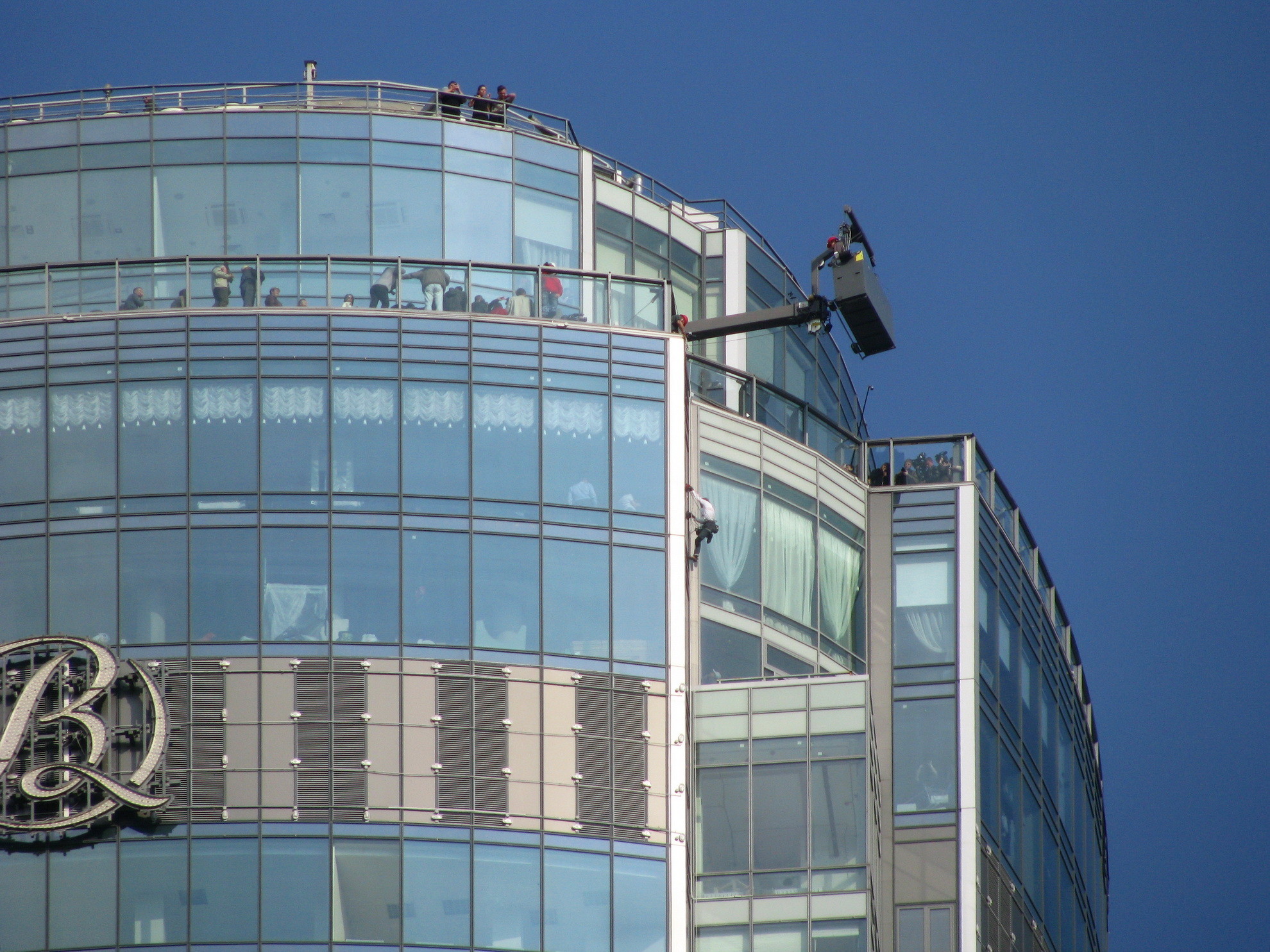
Ален Робер на небоскрёбе «Высоцкий»

24 сентября 2014 года Робер забрался на одно из самых высоких зданий Екатеринбурга (самое высокое из завершённых на тот момент) — небоскрёб «Высоцкий» высотой 188,3 м. Он впервые взобрался на высотку со страховкой — лезть без снаряжения ему запретила администрация города. С земли и смотровой площадки небоскрёба за восхождением французского скалолаза наблюдали жители города. На подъём у Алена ушло чуть менее 2 часов.
После подъёма на Высоцкий Ален Робер признался, что хотел для разминки залезть на 90-метровое здание правительства Свердловской области всего за 10 минут, но побоялся депортации.

## Дубай
28 марта 2011 года Ален Робер взобрался на самое высокое здание в мире — небоскрёб «Бурдж-Халифа» (высота 828 м) в Дубае за более чем 6 часов.
По требованию организаторов мероприятия альпинист воспользовался некоторым страховочным снаряжением (верёвкой и обвязкой), хотя обычно он поднимается на высотные здания без страховки. Впрочем, Робер сам признавался, что, достигнув высоты в 700 метров, из-за особенностей структуры башни ему придётся использовать альпинистское снаряжение. За восхождением Робера следили сотни человек. Внизу дежурили машины скорой помощи. Разрешение от компании-владельца башни было получено заблаговременно.